# Mỹ Tâm
Phan Thị Mỹ Tâm (sinh ngày 16 tháng 1 năm 1981), thường được biết đến với nghệ danh Mỹ Tâm, là một nữ ca sĩ kiêm sáng tác nhạc, diễn viên và nhà làm phim người Việt Nam. Được mệnh danh là "Nữ hoàng V-pop", cô được công nhận là một trong những nghệ sĩ nhạc pop có ảnh hưởng nhất tại Việt Nam bởi nhiều tạp chí trong nước và quốc tế. Tại sự kiện Top Asia Corporate Ball 2014 ở Kuala Lumpur, Mỹ Tâm thắng giải "Huyền thoại Âm nhạc châu Á" và là "Nghệ sĩ có album bán chạy nhất lãnh thổ" do Liên đoàn Công nghiệp ghi âm quốc tế (IFPI) công nhận trong năm 2014.
Sinh ra tại Đà Nẵng, Mỹ Tâm sớm bộc lộ năng khiếu về âm nhạc và liên tiếp giành chiến thắng tại nhiều cuộc thi ca hát lớn nhỏ lúc còn ở độ tuổi thiếu niên. Cô khởi nghiệp ca hát bằng album đầu tay Mãi yêu (2001) và album kế tiếp Đâu chỉ riêng em (2002) không lâu sau khi tốt nghiệp thủ khoa tại trường Nhạc viện Thành phố Hồ Chí Minh. Album phòng thu thứ ba, Yesterday & Now (2003) giúp cô lập kỷ lục về doanh số bán ra tại thị trường trong nước. Mỹ Tâm tiếp tục phát hành một chuỗi các sản phẩm âm nhạc thành công về mặt chuyên môn và thương mại, bao gồm các album đề cử cho giải Cống hiến Hoàng hôn thức giấc (2005), Vút bay (2006), Trở lại (2008). Năm 2004, Mỹ Tâm tổ chức chương trình biểu diễn "Liveshow Ngày ấy & bây giờ", có mức kinh phí đầu tư lớn nhất tại Việt Nam lúc đó. Trong thập niên 2010, cô thực hiện chuyến lưu diễn Heartbeat và phát hành Tâm (2013), Tâm 9 (2017), liên tiếp gặt hái thành công thương mại. Bên cạnh việc tự sáng tác, cô còn hát các ca khúc của tác giả khác như "Tóc nâu môi trầm", "Họa mi tóc nâu", "Ước gì", "Hát với dòng sông", "Xích lô" hay "Cây đàn sinh viên". Kể từ năm 2022, Mỹ Tâm tổ chức liveshow thường niên mang tên My Soul 1981.
Mỹ Tâm nằm trong danh sách những nghệ sĩ thu âm bán đĩa nhạc chạy nhất tại Việt Nam, với doanh thu khoảng 2 triệu bản. Trong suốt sự nghiệp âm nhạc của mình, Mỹ Tâm giành được 6 giải Cống hiến, 1 giải Âm nhạc châu Âu của MTV, 11 lần liên tiếp nhận giải "Ca sĩ được yêu thích nhất" và 3 năm liên tiếp nhận giải "Gương mặt của năm" của Giải thưởng Làn Sóng Xanh. Cô xuất hiện trong danh sách "Top 50 Phụ nữ ảnh hưởng nhất Việt Nam" (2017) do tạp chí Forbes Vietnam công bố. Cô còn là ca sĩ Việt Nam đầu tiên có một album lọt vào top 10 Billboard World Album vào tháng 1 năm 2018. Mỹ Tâm còn làm giám khảo cho các chương trình như Vietnam Idol: Thần tượng Âm nhạc Việt Nam (2012–13, 2023), Sao Mai điểm hẹn (2010), Giọng hát Việt (2015), góp mặt trong phim truyền hình Cho một tình yêu (2010). Năm 2019, cô lần đầu đạo diễn và cũng đóng chính trong bộ phim điện ảnh đầu tay Chị trợ lý của anh. Năm 2023, Mỹ Tâm làm đạo diễn cho bộ phim tài liệu Tri âm The Movie: Người giữ thời gian.

## Cuộc đời và sự nghiệp

### 1981–2000: Thuở niên thiếu và khởi đầu sự nghiệp
Phan Thị Mỹ Tâm sinh ngày 16 tháng 1 năm 1981 tại Đà Nẵng. Cô là con út trong một gia đình gồm có tám anh chị em. Sinh ra trong gia đình không có truyền thống về âm nhạc, cô từng có 3 năm theo học ba lê từ lúc sáu tuổi, trước khi chuyển sang học chơi guitar và organ. Cho dù thường xuyên tham gia các hoạt động văn nghệ và Đoàn đội lúc ở trường, cô lại không xem ca hát là sự nghiệp tương lai của mình.
Trong lúc học cấp 2, cô giành giải nhất cuộc thi ca hát toàn trường, đoạt giải A "Liên hoan tiếng hát Miền Trung và Tây Nguyên" và tiếp tục giành Huy chương vàng Giọng hát hay "Xuân 1997" toàn thành phố Đà Nẵng khi mới 15 tuổi. Mỹ Tâm từng được chọn vào Trường Đại học Văn hóa - Nghệ thuật Quân đội tại Hà Nội, nhưng vì hoàn cảnh khó khăn nên vào năm 1997, cô đến Thành phố Hồ Chí Minh để theo đuổi sự nghiệp âm nhạc. Cùng năm đó, cô bắt đầu theo học Hệ trung cấp chính quy Khoa thanh nhạc Nhạc viện Thành phố Hồ Chí Minh.
Từ năm 1997 đến năm 1998, cô liên tiếp tham gia những hội diễn văn nghệ và các cuộc thi giọng hát hay của Quận và Thành phố. Tháng 4 năm 1998, cô đoạt giải nhất ở hai hội thi đơn ca tại quận Tân Bình và Quận 6, Thành phố Hồ Chí Minh. Vào tháng 11 cùng năm, cô đến tham dự cuộc thi "Giọng ca vàng" do báo Mực Tím tổ chức. Cô giành chiến thắng chung cuộc trong buổi thi chung kết với bài hát "Nhớ mùa thu Hà Nội".
Vào đầu năm 1999, Mỹ Tâm trở thành ca sĩ độc quyền cho trung tâm Vafaco. Bản thu âm đầu tiên của cô thực hiện dưới sự chỉ đạo của nhạc sĩ Nguyễn Hà, với ca khúc "Nhé anh". Cùng năm Mỹ Tâm cũng giành giải nhất "Hội diễn văn nghệ ngành Giáo dục Thành phố Hồ Chí Minh 1999 - 2000". Đến giữa năm 2000, khi vừa kết thúc hợp đồng cùng công ty Vafaco, cô đồng sáng tác bài hát đầu tay mang tên "Mãi yêu" cùng nhạc sĩ Nguyễn Quang, "Mãi yêu" cùng phần trình bày lại nhạc phẩm "I Love You" của Céline Dion đã giúp cô đạt Huy chương Đồng tại Liên hoan Giọng ca vàng châu Á tại Thượng Hải, Trung Quốc.

### 2001–2002: Nổi tiếng vớiTóc nâu môi trầm; albumMãi yêuvàĐâu chỉ riêng em
Ngày 15 tháng 2 năm 2001, Mỹ Tâm cùng với ca sĩ như Thanh Lam, Trần Thu Hà và Thu Phương cho ra mắt CD Tóc nâu môi trầm do hãng phim Phương Nam thực hiện. "Tóc nâu môi trầm" cũng trở thành ca khúc gắn liền với tên tuổi của Mỹ Tâm kể từ đó. Được Mỹ Tâm lăng xê quá tích cực, tuy nhiên, ít ai biết rằng, ca khúc này lại vốn được nhạc sĩ Quốc Bảo sáng tác để dành riêng cho Hiền Thục. Trong buổi giao lưu với bạn đọc nhân dịp ra mắt sách 50 - Hồi ký không định xuất bản, nhạc sĩ Quốc Bảo lần đầu chia sẻ: "Tóc nâu môi trầm" được hãng phim Trẻ đặt hàng cho Thục; sau khi đã hòa âm và thực hiện xong bản thu, Hiền Thục cuối cùng lại từ chối không hát. Lý do được Hiền Thục đưa ra là lúc đó cô mới 20 tuổi nên không hiểu ý nghĩa bài hát. Bị Hiền Thục từ chối, nhạc sĩ Quốc Bảo đã nghĩ ngay đến Mỹ Tâm bởi anh không muốn bỏ phí sáng tác của mình. "Tôi rất tiếc nếu ca khúc không được phát hành, vì thế tôi nói với hãng phim Trẻ là sẽ phối lại và đưa cho người khác hát. Cuối cùng, tôi đưa cho Mỹ Tâm nghe bản demo ngay tại nhà. Chúng tôi quyết định phối lại bài này ở tông cao hơn và tiết tấu nhanh hơn" - Quốc Bảo nhớ lại. Anh hài hước cho biết thêm: "Mỹ Tâm có lẽ cũng không hiểu gì nhưng được cái Mỹ Tâm giống ca sĩ Khánh Ly là "em không hiểu nhưng em thích bài hát này. Rồi đến một lúc nào đó em sẽ hiểu".
Và đúng như dự đoán của nhạc sĩ Quốc Bảo, ca khúc này đã giúp hình ảnh của Mỹ Tâm đến gần hơn với đông đảo khán giả và trở thành một trong những ca khúc thành công nhất của Mỹ Tâm thời điểm đầu năm 2000. Vào tháng 6 năm 2001, Mỹ Tâm tốt nghiệp thủ khoa hệ trung cấp Nhạc viện Thành phố với số điểm 9,5. Để có kết quả này, cô phải hạn chế đi diễn để tập trung vào việc học tập và luyện thanh. Cô phát hành album phòng thu đầu tay mang tựa đề Mãi yêu do hãng phim Phương Nam sản xuất năm 2001. Album có sự hợp tác cùng các nhạc sĩ Bảo Chấn ("Bài ca đêm"), Võ Thiện Thanh ("Sóng") hay Bảo Phúc ("Tình mãi xanh"). Mỹ Tâm đóng góp 2 bài hát tự sáng tác là "Mãi Yêu" và "Tình mơ", nhạc sĩ Quốc Bảo tham gia với 3 nhạc phẩm "Tóc nâu môi trầm", "Hai muơi" và "Em của tôi". Mãi yêu vượt doanh số 54.000 bản. Cùng năm 2001, Mỹ Tâm được Đài Truyền hình Việt Nam bình chọn là "Nhân vật tiêu biểu trong năm 2001" và lọt vào "Top 5 ca sĩ triển vọng" tại Giải thưởng âm nhạc Hoa Học Trò lần I do bạn đọc báo Hoa Học Trò bình chọn. Mỹ Tâm còn thực hiện video âm nhạc cho "Nhé anh" và "Tình mãi xanh" trong khuôn khổ chương trình VTV – Bài hát tôi yêu năm đầu tiên. Trong đêm trao giải diễn ra vào cuối tháng 9 năm 2002 tại Nhà hát Hòa Bình, cô giành giải "Ca sĩ được yêu thích nhất" và "Bài hát được yêu thích nhất" cùng video "Nhé anh".
Năm 2002, Mỹ Tâm tổ chức chuyến lưu diễn xuyên Việt đầu tiên cùng nhãn hàng Sunsilk, mang tên "Sunsilk cùng Mỹ Tâm tỏa sáng ước mơ". Chương trình diễn ra tại Thành phố Hồ Chí Minh, Hà Nội và Đà Nẵng, với dàn dựng đơn giản dành cho đối tượng học sinh, sinh viên. Cũng trong năm này, cô phát hành "Cây đàn sinh viên", đĩa đơn đầu tiên do Bến Thành Audio-Video sản xuất. Do nhạc sĩ Quốc An sáng tác, bài hát nhanh chóng trở thành một hiện tượng trong giới trẻ và sinh viên, đồng thời mang về cho Mỹ Tâm giải "Nữ ca sĩ được yêu thích nhất" tại giải thưởng Mai Vàng lần VII. Vào tháng 5, cô cho phát hành CD "Ban mai tình yêu" do hãng phim Trẻ & Mỹ Tâm Production với hình thức của một album rút ngắn và đem về thành công với bài hát "Tình lỡ cách xa" phát hành kèm. Đây được xem là đĩa đơn đầu tiên do một ca sĩ tự sản xuất tại Việt Nam. Cô tiếp tục cho ra mắt đĩa đơn "Hát với dòng sông", một ca khúc sáng tác bởi nhạc sĩ Quốc An và Nhất Huy. Tuy không xuất hiện trong sản phẩm âm nhạc chính thức nào và chỉ trình diễn trong một số chương trình ca nhạc, "Hát với dòng sông" trở thành một trong những bài hát trứ danh cho Mỹ Tâm. Bài hát giúp cho Quốc An giành giải "Nhạc sĩ có ca khúc được yêu thích" tại lễ trao giải Làn Sóng Xanh năm 2002.
Album phòng thu thứ hai của Mỹ Tâm, Đâu chỉ riêng em do hãng phim Phương Nam và Mỹ Tâm Production sản xuất giới thiệu lần đầu tại Thành phố Hồ Chí Minh vào tối 17 tháng 12 năm 2002. Trong album, Mỹ Tâm thể hiện lại các nhạc phẩm nước ngoài nổi tiếng: "Poupée de cire, poupée de son" và "Bang Bang (My Baby Shot Me Down)" phổ lời Việt. Video âm nhạc "Giấc mơ tình yêu" mà Mỹ Tâm thực hiện cùng đạo diễn Huỳnh Phúc Điền tại mùa giải VTV - Bài hát tôi yêu thứ 2 đã thắng giải "Video được khán giả yêu thích nhất" và "Video do Hội đồng Nghệ thuật bình chọn" trong buổi lễ diễn ra vào ngày 23 tháng 12. Lần đầu tiên Mỹ Tâm giành giải "Ca sĩ được yêu thích nhất" tại giải thưởng âm nhạc Làn Sóng Xanh 2002. Một liveshow nhỏ mang tên "Cho trái tim trẻ thơ tỏa sáng" được tổ chức tại Nhà văn hóa Thanh Niên TP.HCM và thực hiện bởi hãng phim Phương Nam hồi tháng 6.

### 2003–2005:Yesterday & NowvàHoàng hôn thức giấc
Vào tháng 6 năm 2003, Mỹ Tâm tiếp tục cho phát hành album Yesterday & Now (tựa tiếng Việt: Ngày ấy & Bây giờ) do Bến Thành Audio-Video thực hiện, gồm nhiều sáng tác mới của Trần Huân ("Họa mi tóc nâu"), Võ Thiện Thanh ("Ước gì") và Lê Quang ("Niềm tin chiến thắng"). Được xem là "album được yêu thích rộng rãi nhất" của cô, Yesterday & Now vượt 68.000 đĩa vào đầu tháng 3 năm 2005, mà đến nay đã đạt trên 100.000 bản — con số kỷ lục tại thị trường âm nhạc Việt Nam lúc bấy giờ.
Tháng 7 năm 2003, album VCD Mãi yêu của cô được hãng phim Phương Nam phối hợp cùng Mỹ Tâm Production thực hiện. Trong album có 2 MV được quay ở Hàn Quốc gồm Mãi yêu và Giấc mơ tình yêu; 2 MV còn lại là Một lần và mãi mãi (với diễn viên Kiều Anh phụ hoạ) & Chiếc nhẫn cỏ (phụ hoạ bởi diễn viên Công Dũng) được quay ở Ninh Bình, Việt Nam. Album này phá vỡ kỷ lục đĩa VCD bán ra tại thị trường Việt Nam, với hơn 80.000 bản tính đến tháng 3 năm 2005. Bài hát "Ước gì" trích từ album Yesterday & Now mang về giải "Nữ ca sĩ được yêu thích nhất" tại giải Mai Vàng lần IX và giải Làn Sóng Xanh cho "Nhạc sĩ có ca khúc được yêu thích nhất" thuộc về tác giả Võ Thiện Thanh; "Niềm tin chiến thắng" là một trong các sáng tác ca khúc cổ vũ thể thao xuất hiện trong Đại hội Thể thao Đông Nam Á 2003, sau đó được hãng Pepsi chuyển nhượng lại làm nhạc hiệu quảng cáo cổ vũ cho đội tuyển Việt Nam; và "Họa mi tóc nâu" đem về cho tác giả Trần Huân giải "Nhạc sĩ có ca khúc được yêu thích nhất" tại lễ trao giải Làn Sóng Xanh năm 2003. Trong cùng một hạng mục giải thưởng, Mỹ Tâm còn đem về cho nhạc sĩ Võ Thiện Thanh giải "Nhạc sĩ có ca khúc được yêu thích nhất" với nhạc phẩm "Xích lô"; và một giải nữa cho "Ca sĩ được yêu thích nhất". Kết thúc năm 2003, Mỹ Tâm còn mang về giải "Ca sĩ được yêu thích nhất" do VietNamnet bình chọn.
—"Từ Liveshow của một ngôi sao: Đi đúng con đường của mình" - Tuổi trẻ.
Chiều ngày 20 tháng 1 năm 2004, hãng nước giải khát PepsiCo Việt Nam công bố Mỹ Tâm trở thành ca sĩ độc quyền trong 1 năm và lên đường sang thủ đô Luân Đôn để gặp gỡ những ngôi sao ca nhạc thế giới như Britney Spears, Enrique Iglesias, P!nk và Beyoncé. Vào cuối tháng 3 năm 2004, Mỹ Tâm trình diễn trong "Liveshow Ngày ấy & bây giờ" do Mỹ Tâm Production và hãng phim Phương Nam tổ chức, diễn ra tại Thành phố Hồ Chí Minh và Hà Nội. Đêm nhạc tạo sự thu hút lớn từ dư luận, khi được đầu tư đến 3 tỷ đồng, mức kinh phí đầu tư lớn nhất trong lịch sử làm đêm nhạc của Việt Nam lúc đó. Đêm diễn đầu tiên tại Thành phố Hồ Chí Minh thu về 13.000 vé, trong luồng đánh giá trái chiều của các nhà phê bình. Buổi diễn tại Hà Nội ước tính có xấp xỉ một vạn khán giả đến sân Mỹ Đình để xem cô biểu diễn. Sau sự thành công của liveshow, VCD và DVD của chương trình cũng được Mỹ Tâm Production và hãng phim Phương Nam biên tập trong vòng 6 tháng và chính thức phát hành vào tháng 8 năm 2004. Chương trình giúp Mỹ Tâm tham gia mùa giải tiền Cống hiến năm 2004 bằng hai đề cử cho "Chương trình của năm" và "Ca sĩ của năm". Vào tháng 9, cô tiếp tục trình diễn tại đêm nhạc "Quê hương tuổi thơ tôi" nằm trong chương trình "Âm nhạc và những người bạn" do Đài Truyền hình Việt Nam tổ chức tại Đà Nẵng. Mỹ Tâm khởi động một chuỗi các liveshow khác mang tên "Sống hết mình", với đêm diễn đầu tiên vào ngày 20 tháng 10 năm 2004 ở Sân khấu Lan Anh, Thành phố Hồ Chí Minh. Trong năm 2004, cô cũng giành giải Làn Sóng Xanh cho "Ca sĩ được yêu thích nhất" và giải "Lá phong" do Lãnh sự quán Canada tại Thành phố Hồ Chí Minh trao tặng.
Vào tháng 4 năm 2005, album phòng thu thứ 4 Hoàng hôn thức giấc (tựa tiếng Anh: The Color of my Life) ra mắt. Album thực hiện trong suốt 1 năm, với 14 bài hát được chọn xuất hiện chính thức, trong đó có 4 bài hát Mỹ Tâm tự sáng tác ("Vì đâu", "Nụ hôn bất ngờ", "Nhịp đập dại khờ" và "Nhớ"). Đồng thời, có hai bài hát mua bản quyền quốc tế ("Người yêu dấu ơi", nhạc Nhật; "Không còn yêu", nhạc Pháp), cùng các sáng tác mới của Lê Quang, Võ Thiện Thanh và Trần Huân. Album đạt 20.000 bản ngay trong tuần đầu phát hành và đem về cho Mỹ Tâm đề cử cho "Album của năm" và "Ca sĩ của năm" trong khuôn khổ giải Cống hiến năm 2005. Tại lễ trao giải Làn Sóng Xanh năm 2005, Mỹ Tâm đoạt giải "Ca sĩ được yêu thích nhất" và mang về cho nhạc sĩ Tường Văn giải "Nhạc sĩ có ca khúc được yêu thích nhất" với nhạc phẩm "Rồi mai thức giấc". Một chuyến lưu diễn xuyên Việt miễn phí dành cho sinh viên đầu tư hơn 3 tỷ đồng mang tên "Sức mạnh của những ước mơ" được Mỹ Tâm triển khai từ ngày 18 tháng 9 đến ngày 22 tháng 10 năm 2005. Ước tính đã có hơn 12.000 khán giả đến dự đêm diễn đầu tiên tại khu ký túc xá Đại học Quốc gia Thành phố Hồ Chí Minh (Thủ Đức). Một VCD/DVD thu trực tiếp từ chuyến lưu diễn mang tên "Liveshow Sức mạnh của những ước mơ" cùng CD Album Vol. 4, 5 - "Dường như ta đã" phát hành tháng 2 năm 2006.

### 2006–2009:Vút bay,Trở lạivàNhịp đập
Sau gần 3 tháng rời Việt Nam để thực hiện album, Mỹ Tâm công bố về album Vút bay (tựa Anh: Fly) trong một đêm nhạc vào ngày 21 tháng 12 năm 2006. Vút bay đánh dấu lần thực hiện album hoàn toàn tại nước ngoài đầu tiên của một ca sĩ Việt Nam. Ở Vút bay, Mỹ Tâm hợp tác cùng công ty Hàn Quốc Nurimaru Pictures, khi hãng tài trợ kinh phí và kết hợp cùng Bến Thành Audio - Video để phát hành album tại Việt Nam. Thực hiện từ ngày 7 tháng 10, Mỹ Tâm trải qua thời gian hai tháng để chuẩn bị cho album này tại Hàn Quốc và mô tả đây là sự đột phá mới của cô về phong cách biểu diễn. Album gồm 11 nhạc phẩm, trong đó có 4 ca khúc được Mỹ Tâm thể hiện bằng tiếng Hàn gồm "Dường như ta đã" (chuyển lời Hàn), "Hãy đến với em", "Giọt sương" và "Ngày hôm nay"; còn lại là các ca khúc nhạc Hàn lời Việt như "Bí mật", "Khóc một mình", "Ô cửa sổ" và "Em chờ anh". Trung Nghĩa từ Tuổi Trẻ nhận thấy album này giúp Mỹ Tâm có "cơ hội bước vào guồng máy công nghệ giải trí phát triển mạnh ở một nước châu Á" như Hàn Quốc. Bán ra 15.000 bản ở tuần đầu phát hành, doanh số của Vút bay kém khởi sắc tại cả hai thị trường Hàn Quốc và Việt Nam. Dù vậy, album vẫn giành được đề cử cho "Album của năm" và "Ca sĩ của năm" tại giải Cống hiến năm 2006, lần đầu giúp Mỹ Tâm giành giải "Nhạc sĩ có ca khúc được yêu thích nhất" ở cương vị tác giả cho bài hát "Dường như ta đã" và "Ca sĩ được yêu thích nhất" tại giải Làn Sóng Xanh 2006. Đến hết năm 2006, cô còn đem về giải Ngôi sao Bạch Kim cho "Nữ ca sĩ có giọng hát xuất sắc nhất".
Sau khi tạm vắng bóng trong năm 2007, Mỹ Tâm thực hiện dự án "Thời gian và tôi" kéo dài hơn 1 năm, kể từ ngày 25 tháng 2 năm 2008. Dự án này là sự hợp tác giữa công ty của cô và nhà sản xuất Cho Sung Jin của Hàn Quốc để thực hiện một số hoạt động, trong đó có việc thực hiện album mới, bắt đầu bằng chuyến đi sang Hàn Quốc từ ngày 29 tháng 2 đến đầu tháng 4. Vào đầu năm 2008, cô lên tiếng về album phòng thu thứ 6 Trở lại (tựa Anh: The Return), phát hành vào ngày 4 tháng 4 cùng năm. Album có tổng cộng 12 ca khúc pop ballad, gồm 2 sáng tác gốc của cô và các nhạc sĩ Trần Lê Quỳnh, Dương Thụ, Hồ Hoài Anh và Phương Uyên. Phần guitar xuất hiện trong album được nghệ sĩ Hàn Quốc Sam Lee thực hiện; trong khi nhạc sĩ Lee Han Boem, người từng hợp tác trong nhạc phẩm "Bí mật", lại tiếp tục tham gia trong ca khúc "Và em có anh" cùng nhạc sĩ Quốc Bảo. Bài hát "Hơi ấm ngày xưa" trích từ album này giúp Mỹ Tâm nhận được giải Mai Vàng 2008 cho "Nữ ca sĩ nhạc nhẹ được yêu thích nhất". Vào ngày 1 tháng 9, cô phát hành album thứ 7 Nhịp đập (tựa Anh: To the beat). Cũng vào thời gian này, Mỹ Tâm tổ chức chuyến lưu diễn xuyên Việt mang chủ đề "Sóng đa tần", là lần đầu tiên có một ca sĩ người Việt thực hiện chuyến lưu diễn xuyên quốc gia tại năm thành phố trên cả nước. Một DVD "Live Concert Tour Sóng Đa Tần" phát hành ngày vào ngày 17 tháng 4 năm 2009. Từ năm 2007 đến năm 2008, Mỹ Tâm đã giành giải "Ca sĩ được yêu thích nhất" tại lễ trao giải 10 năm Làn Sóng Xanh vào ngày 20 tháng 12 năm 2007, giải Làn Sóng Xanh cho "Ca sĩ được yêu thích nhất" năm 2007, giải Mai Vàng năm 2008 cho "Nữ ca sĩ nhạc nhẹ", 2 lần liên tiếp giành giải HTV Awards cho "Nữ ca sĩ được yêu thích nhất", đề cử "Album của năm" cho Trở lại và lần đầu tiên đoạt giải "Ca sĩ của năm" tại giải thưởng âm nhạc Cống hiến năm 2008.

### 2010–2012:Những giai điệu của thời gianvàCho một tình yêu
Ngày 13 tháng 4 năm 2010, Mỹ Tâm phát hành tập sách ảnh mang tựa đề Những giai điệu của thời gian, mở đầu cho dự án năm 2010 và 2011 với tên gọi "Melodies of Time". Một album đặc biệt có tên đầy đủ Những giai điệu của thời gian: Special Edition cũng đồng thời ra mắt, gồm một số bài hát của Ngô Thụy Miên, Quốc Dũng, Tâm Anh và Y Vân. Cuối năm 2010, Mỹ Tâm nhận lời làm giám khảo cho chương trình âm nhạc Sao Mai điểm hẹn cùng nhạc sĩ Tuấn Khanh và Hồ Hoài Anh. Chương trình phát sóng từ tháng 10 năm 2010 đến tháng 1 năm 2011. Sự xuất hiện của cô tại chương trình được đánh giá là thành công về mặt hình ảnh. Trong năm 2010, cô đoạt giải HTV Awards cho "Nữ ca sĩ được yêu thích nhất", đem về 3 giải Làn Sóng Xanh cho "Nhạc sĩ được yêu thích nhất", "Ca sĩ được yêu thích nhất" và "Gương mặt của năm".
Năm 2010, Mỹ Tâm tham gia loạt phim truyền hình Cho một tình yêu do Nguyễn Tranh và Lê Hoá đạo diễn. Trong phim, cô lần đầu tham gia vai chính và làm đạo diễn âm nhạc. Với nội dung phỏng tác theo bộ phim "Corner with Love" của Đài Loan, Mỹ Tâm vào vai Linh Đan, một cô gái nuôi ước mơ về âm nhạc, cùng chuyện tình giữa cô, Hải Đông (Quang Dũng) và Trần Vũ (Tuấn Hưng). Cho một tình yêu nhận nhiều đánh giá tiêu cực, chủ yếu là ở phần diễn xuất của dàn diễn viên. Vào ngày 8 tháng 3 năm 2011, cô ra mắt bài hát "Xin lỗi", trước khi phát hành CD/DVD nhạc phim Cho một tình yêu vào tháng 9 năm 2011.

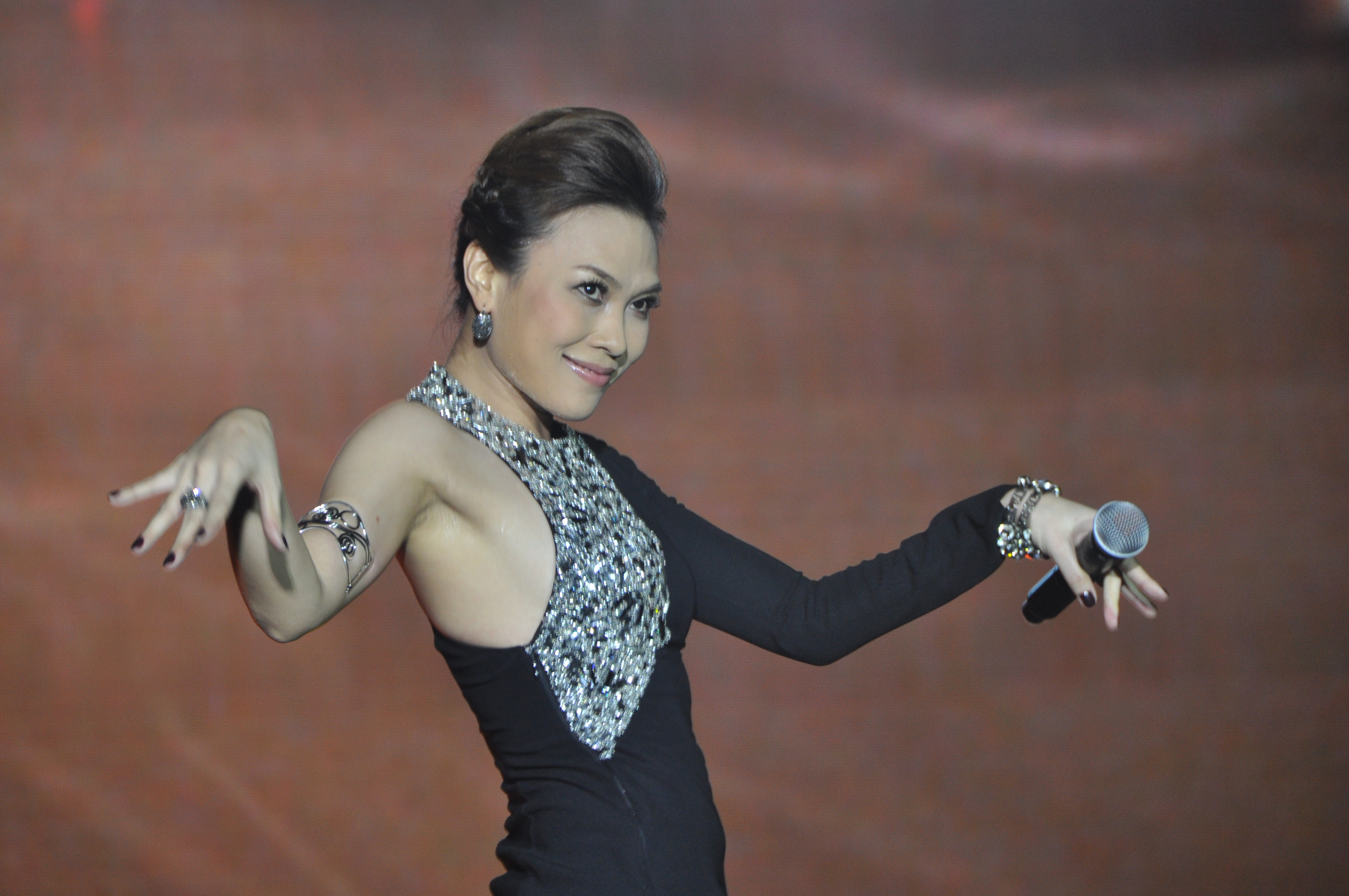
Mỹ Tâm trình diễn trong đêm nhạc MTV EXIT, diễn ra tại Hà Nội vào ngày 26 tháng 5 năm 2012.

Đêm 14 tháng 1 năm 2011, Mỹ Tâm tổ chức "Liveshow Những giai điệu của thời gian - Kỉ niệm 10 năm ca hát" tại Thành phố Hồ Chí Minh với mục đích tri ân sự nghiệp âm nhạc. Đêm diễn nhận những phản hồi tích cực, trước khi đưa ra Cung Văn hóa Hữu nghị Hà Nội vào ngày 16 tháng 3 cùng năm, với 1.000 vé đặt trước đã bán hết. Một DVD lưu lại đêm diễn mang tên "Liveshow Kỷ niệm 10 năm ca hát" cũng do Mỹ Tâm phát hành trong năm 2011. Ngày 8 tháng 9, cô mở thêm một chương trình ca nhạc kịch khác mang tên "Cho một tình yêu" tại Nhà hát Thành phố. Lấy bối cảnh ở bộ phim cùng tên mà cô thủ vai chính trong năm 2010, đêm diễn kể về câu chuyện tình tay ba của các nhân vật bằng 25 ca khúc cũ và mới cùng nhiều phong cách khác nhau. Đêm diễn nhận nhiều phản hồi tích cực từ phía các nhà phê bình, đề cao khả năng biên tập nội dung và đạo diễn của cô.
Vào ngày 22 tháng 10 năm 2011, Mỹ Tâm phát hành video âm nhạc "Đánh thức bình minh", nằm trong khuôn khổ Giải thưởng Video Âm nhạc Việt. Sau 11 tuần tranh giải, video giành chiến thắng chung cuộc với giải thưởng 300 triệu đồng và giải "Nữ ca sĩ xuất sắc nhất" trong đêm trao giải vào ngày 15 tháng 1 năm 2012, đồng thời được chọn trình chiếu trên kênh MTV châu Á. Mỹ Tâm tham gia ban giám khảo của cuộc thi truyền hình SV 2012 trong các trận đấu vòng loại khu vực miền Trung. Vào ngày 14 tháng 2 năm 2012, cô cho ra mắt video âm nhạc "Sai" và phát hành đĩa đơn "Chuyện như chưa bắt đầu" vào ngày 2 tháng 6. Video âm nhạc của "Chuyện như chưa bắt đầu" đạt 1 triệu lượt xem chỉ trong vòng 1 tháng phát hành, đồng thời nhận một đề cử cho hạng mục "Bài hát của năm" trong giải Cống hiến lần thứ 8. Trong đêm trao giải, Mỹ Tâm lần thứ hai đem về giải "Ca sĩ của năm".
Vào ngày 26 tháng 5 năm 2012, Mỹ Tâm tham gia trình diễn trong đêm nhạc MTV Exit bên cạnh nhóm nhạc Mỹ Simple Plan với mục đích tuyên truyền chống lại nạn buôn người trái phép, thu hút 40.000 khán giả tại Sân vận động Quốc gia Mỹ Đình, Hà Nội. Ngày 29 tháng 5 năm 2012, cô thông báo thay thế Siu Black làm giám khảo cho cuộc thi Thần tượng âm nhạc Việt Nam mùa thứ 4, lên sóng từ ngày 17 tháng 8 năm 2012 đến 1 tháng 2 năm 2013. Ngày 1 tháng 8 năm 2012, Mỹ Tâm là nghệ sĩ Việt Nam đầu tiên chính thức trở thành đối tác với hệ thống YouTube. Sau khi phát hành một trích đoạn ngắn vào tháng 11, video âm nhạc chính thức cho "Trắng đen" phát hành vào ngày 8 tháng 11, lọt vào danh sách video âm nhạc được bình luận và yêu thích nhiều nhất trong tuần đầu phát hành trên trang mạng xã hội YouTube. Năm 2012, Mỹ Tâm trở thành nghệ sĩ Việt đầu tiên đoạt giải thưởng Mnet Asian Music Awards (MAMA) cho "Nghệ sĩ châu Á xuất sắc nhất" ("Best Asian Artist"). Tại lễ trao giải Làn Sóng Xanh năm 2012, Mỹ Tâm giành chiến thắng tại hạng mục quan trọng "Gương mặt của năm" và giải "Ca sĩ được yêu thích nhất".

### 2013–2015:TâmvàGiọng hát Việt
Vào ngày 24 tháng 3 năm 2013, Mỹ Tâm cho ra mắt album phòng thu thứ 8 mang tên Tâm tại Thành phố Hồ Chí Minh. Là một sản phẩm mang giai điệu pop soul, album gồm 10 sáng tác gốc của chính cô với sự hợp tác của Cho Sung Jin và các nhà sản xuất âm nhạc Hàn Quốc khác. Album nhận những phản hồi tích cực từ các nhà phê bình và giành thành công thương mại, đạt 5.000 bản chỉ trong ngày đầu tiên xuất bản và vươn lên vị trí đầu bảng nhiều tuần liền về số lượng tải trên hệ thống iTunes. Nhằm quảng bá cho album, nhiều video âm nhạc đã được đăng tải trên tài khoản YouTube chính thức của cô, với lượng tương tác cao trong thời gian phát hành.
Vào tháng 4 năm 2013, có thông tin Mỹ Tâm bị cắt suất diễn ở hai đêm nhạc trong khuôn khổ các hoạt động của cuộc thi trình diễn pháo hoa quốc tế (DIFC) 2013 tại Đà Nẵng do đưa ra cát-xê quá cao. Cô sau đó đã lên tiếng phủ nhận sự việc và số tiền được cho là do quản lý của cô đưa ra. Vào ngày 24 tháng 8 năm 2013, Mỹ Tâm tổ chức đêm nhạc theo phong cách acoustic mang tên "Gởi tình yêu của em" tại Thành phố Hồ Chí Minh. Cô tiếp tục đem chương trình này đến biểu diễn tại Hà Nội vào ngày 26 tháng 10, trước khi tổ chức đêm diễn với mục đích từ thiện tại Đà Nẵng vào ngày 16 tháng 1 năm 2014. Một DVD ghi lại chương trình phát hành trong một buổi ký tặng diễn ra vào ngày 27 tháng 4 năm 2014. Vào ngày 22 tháng 10, Mỹ Tâm phát hành video âm nhạc cho bài hát "Em phải làm sao", đạt mốc 200.000 lượt người xem trong ngày xuất bản và lọt vào 14 video âm nhạc được yêu thích nhất trong ngày. Vào ngày 21 tháng 9 năm 2013, Mỹ Tâm xác nhận lần quay trở lại ngôi vị giám khảo trong mùa thứ 5 của chương trình Thần tượng âm nhạc Việt Nam. Đêm công bố kết quả chung kết của cuộc thi diễn ra vào ngày 11 tháng 5 năm 2014. Mỹ Tâm xuất hiện trong vai trò giám khảo chương trình số 11 của Gương mặt thân quen mùa thứ 2 phát sóng vào ngày 7 tháng 6. Vào ngày 21 tháng 7, Mỹ Tâm hợp tác trong ca khúc "Về bên anh" và "Nụ cười còn mãi", nằm trong album kỷ niệm 1 năm ngày mất của nam ca sĩ Wanbi Tuấn Anh, Khúc ca cho em.
—Vân Nhiên, "Liveshow Mỹ Tâm thừa cảm xúc, thiếu đột phá" - VNExpress.
Ngày 1 tháng 3 năm 2014, Mỹ Tâm với tư cách là khách mời trong liveshow Dấu ấn của ca sĩ Hiền Thục. Cùng là hai giọng ca đã có chỗ đứng trong lòng khán giả, lại là lần đầu tiên kết hợp cùng nhau, Hiền Thục và Mỹ Tâm dành khá nhiều thời gian để chỉnh sửa, tập luyện nhằm mang đến tiết mục ưng ý nhất. Không thường xuyên nói về nhau trên truyền thông nên ít ai biết Mỹ Tâm và Hiền Thục là đôi bạn thân cùng học khoa Thanh nhạc, Nhạc viện Thành phố Hồ Chí Minh khóa học năm 2000. Sau khi tốt nghiệp, cả hai chọn cho mình hướng đi riêng. Nhiều năm phấn đấu, họ đều là những ca sĩ có tên tuổi trong làng giải trí. Sự xuất hiện của cô trong liveshow của Hiền Thục chính là món quà lớn nhất mà "họa mi tóc nâu" dành tặng cô bạn thân. Sau gần 5 năm, bản song ca Tóc nâu môi trầm vẫn khiến người hâm mộ phát cuồng mỗi khi xem lại. Khi chia sẻ về việc từng có chung ca khúc này nhưng mức độ phủ sóng khác nhau, cả Mỹ Tâm và Hiền Thục đều khẳng định đây là kỉ niệm vui chứ không ai so đo, tính toán hơn thua.
Ngày 28 tháng 9 năm 2014, Mỹ Tâm công bố về chuyến lưu diễn miễn phí tại sân vận động đầu tiên của cô sau 10 năm—"Heartbeat", diễn ra tại Thành phố Hồ Chí Minh và Hà Nội. Chương trình thu hút 40.000 khán giả đến dự đêm diễn tại Sân vận động Quân khu 7 và khoảng 25.000 người tại Sân vận động Hàng Đẫy. Chương trình được giới phê bình đón nhận một cách tích cực, đồng thời mang về cho cô đề cử giải Cống hiến 2015 ở hạng mục "Chương trình của năm". Trong khi đó, video âm nhạc "Vì mình còn yêu" ra mắt trước thời điểm diễn ra đêm diễn "Heartbeat" lại nhận nhiều phản hồi tiêu cực áp đảo. Một DVD ghi lại chương trình giới thiệu tại Thành phố Hồ Chí Minh vào ngày 20 tháng 4 năm 2015, trước khi phát hành tại 2 đêm nhạc ở Thành phố Hồ Chí Minh và Hà Nội, lần lượt vào ngày 22 và 26 tháng 4 năm 2015, nhằm tái hiện lại không khí của "Heartbeat" với những tiết mục được yêu thích trong chương trình. DVD bán được 3.600 bản chỉ trong 4 tiếng ra mắt, thu về lợi nhuận hơn 1 tỷ 80 triệu đồng và tiếp tục chạm mốc 10.000 bản trong một tháng.
Ngày 12 tháng 4 năm 2015, Mỹ Tâm là người cuối cùng lên tiếng xác nhận tham gia dàn giám khảo trong mùa thi thứ 3 của chương trình Giọng hát Việt. Một ngày sau đó, cô cùng với Đàm Vĩnh Hưng, Thu Phương và Tuấn Hưng đã có buổi ghi hình đầu tiên tại Thành phố Hồ Chí Minh. Trong đêm chung kết, thí sinh Đức Phúc từ đội của cô đã giành giải cao nhất. Cô phát hành video âm nhạc "Khi cô đơn anh gọi tên em", một sáng tác tiếng Nhật của Mayumi Itsuwa, vào ngày 17 tháng 10 năm 2015. Mỹ Tâm trình bày bài hát "Thứ tha" tại chương trình Thử thách cùng bước nhảy vào ngày 19 tháng 12 và ra mắt video âm nhạc phong cách thập niên 1960 vào ngày 22 tháng 12.
Trong lễ kỷ niệm hai năm thành lập kênh MTV Việt Nam vào ngày 27 tháng 9 năm 2013, Mỹ Tâm trở thành đại diện đầu tiên của Việt Nam tranh giải "Nghệ sĩ xuất sắc thế giới" ("Best Worldwide Act") tại giải thưởng Âm nhạc châu Âu của MTV, tổ chức vào ngày 10 tháng 11 tại Amsterdam, Hà Lan. Sau khi dừng bước trước đối thủ Lý Vũ Xuân đến từ Trung Quốc, Mỹ Tâm nhận cúp "Nghệ sĩ xuất sắc Đông Nam Á" từ đại diện của kênh MTV Việt Nam trên sân khấu Thần tượng âm nhạc Việt Nam đêm 23 tháng 3 năm 2014 tại Thành phố Hồ Chí Minh. Trong đêm trao giải diễn ra vào tháng 12 năm 2013, Mỹ Tâm giành giải Làn Sóng Xanh cho "Ca sĩ được yêu thích nhất", trước khi cô công bố rút tên khỏi giải thưởng âm nhạc này kể từ năm 2014. Đài Truyền hình Việt Nam cũng xướng tên Mỹ Tâm khi trao giải "Ấn tượng VTV" cho "Nghệ sĩ ấn tượng nhất VTV 2014". Tối ngày 6 tháng 4 năm 2015, Mỹ Tâm lần thứ 3 giành giải Cống hiến cho "Ca sĩ của năm" trong lễ trao giải lần thứ 10, diễn ra tại Nhà hát Thành phố. Ngày 10 tháng 7, Mỹ Tâm được thông báo chiến thắng hạng mục "Nghệ sĩ châu Á có lượng tiêu thụ sản phẩm tốt nhất" ("Best selling artist of Asia") tại Big Apple Music Awards, giải thưởng tôn vinh nghệ sĩ thuộc lĩnh vực âm nhạc khu vực châu Á, vùng Kavkaz và Trung Đông; với lễ trao giải diễn ra vào ngày 12 tháng 9 tại Hamburg, Đức. Vào ngày 6 tháng 9, Mỹ Tâm lần thứ 2 giành Giải thưởng VTV 2015 cho "Ca sĩ ấn tượng".

### 2016–2018:Tâm 9và liveshow "First love"
Vào ngày 16 tháng 1 năm 2016, Mỹ Tâm tổ chức đêm nhạc "Ô cửa màu xanh" tại Nhà hát Hòa Bình để tạo nguồn quỹ từ thiện tại một số tỉnh miền Nam và miền Trung. Các ca khúc trong chương trình được trình bày theo phong cách nhạc kịch và bolero, với sự xuất hiện của khách mời như Trọng Tấn và Quang Dũng. Buổi ký tặng DVD ghi hình của chương trình tổ chức vào tháng 1 năm 2017. Cô ra mắt video âm nhạc cho "Đôi mắt màu xanh" vào ngày 17 tháng 1, "Hãy về với nhau" vào đầu tháng 4 và "Cuộc tình không may" vào tháng 7 năm 2016.
Mỹ Tâm tham gia đêm nhạc miễn phí mừng ngày Quốc tế Phụ Nữ năm 2016 mang tên iConcert - Say it sing it share it do nhạc sĩ Nguyễn Hà cùng ê-kíp Nguyễn Production thực hiện tại sân vận động Quân khu 7. Chương trình này xác lập kỷ lục Guinness Việt Nam mới về số người tặng hoa cho nhau nhiều nhất trong một đêm nhạc. Ngày 26 tháng 1 năm 2017, Mỹ Tâm phát hành video âm nhạc cho ca khúc "Anh thì không". Sau khi ông Vũ Xuân Hùng, tác giả phổ lời của bài hát, lên tiếng vi phạm tác quyền, Mỹ Tâm đã công bố lời xin lỗi, khóa video để tôn trọng bản quyền và công bố một phiên bản khác do Châu Đăng Khoa viết lời ngày 21 tháng 2. Ngày 28 tháng 2 năm 2017, Mỹ Tâm công bố tham gia làm giám khảo chương trình Phiên bản hoàn hảo, bên cạnh Nguyễn Quang Dũng. Chương trình lên sóng trong 15 tập, bắt đầu từ ngày 8 tháng 3 năm 2017. Ngày 4 tháng 8 năm 2017, Mỹ Tâm phát hành video âm nhạc "Điều tuyệt vời".
Ngày 19 tháng 11 năm 2017, Mỹ Tâm công bố về album Tâm 9, được thực hiện trong vòng 1 năm, với các sáng tác "ẩn chứa những góc sâu thẳm, chín muồi nhất trong đời sống tình cảm" của cô. Album phát hành ngày 3 tháng 12, gồm 13 ca khúc pop soul do Mỹ Tâm, Đức Trí, Khắc Hưng, Vũ Cát Tường và Phan Mạnh Quỳnh sáng tác. Hai ca khúc trong album, "Đâu chỉ riêng em" và "Đừng hỏi em", được cô phát hành video âm nhạc lần lượt vào tháng 7 và tháng 10 năm 2017. Album tiêu thụ 20.000 bản, trong đó 5.000 bản bán ra chỉ trong ngày phát hành, phá vỡ kỷ lục của album Tâm năm 2014. Đây là album đầu tiên của một ca sĩ Việt Nam lọt vào top 10 Billboard World Albums và nằm trong danh sách album nhạc soul thịnh hành nhất trên kênh mua sắm trực tuyến Amazon. Để quảng bá, Mỹ Tâm thực hiện nhiều buổi ký tặng đĩa ở phố đi bộ hồ Hoàn Kiếm, phố đi bộ Nguyễn Huệ và công viên Phạm Văn Đồng (Đà Nẵng) vào đầu tháng 12.
Tháng 3 năm 2018, Mỹ Tâm tái bản lại album đầu tay Mãi yêu sau 17 năm phát hành, cũng như góp giọng vào ca khúc "Rực rỡ tháng năm", trích từ bộ phim Tháng năm rực rỡ của đạo diễn Nguyễn Quang Dũng. Tại lễ trao giải Cống hiến lần thứ 13, Mỹ Tâm trở lại danh sách bình chọn sau ba năm vắng bóng bằng ba đề cử, giành chiến thắng tại các hạng mục "Ca sĩ của năm" và "Album của năm" cho Tâm 9 vào ngày 22 tháng 3 năm 2018. Vào ngày 20 tháng 10 năm 2018, Mỹ Tâm tổ chức liveshow "First Love" tại sân vận động Jangchung, Hàn Quốc.

### 2019–nay:Chị trợ lý của anh, liveshowTri âmvàMy Soul 1981
Cuối năm 2018, Mỹ Tâm ra mắt dự án phim điện ảnh đầu tay mang tên Chị trợ lý của anh (với vai trò là đạo diễn, biên kịch, nhà sản xuất, diễn viên) hợp tác cùng nam diễn viên Mai Tài Phến. Phim mang đến cho khán giả nhiều tình tiết bất ngờ và thú vị. Mỹ Tâm lấy tên Mira Dương (Mira có nghĩa là tình yêu, bình yên còn Dương là họ mẹ cô).
Ngày 24 tháng 9 năm 2019, Mỹ Tâm đã chính thức tung ra bản ballad mới mang tên "Anh đợi em được không?". Chỉ sau 12 giờ lên sóng, video âm nhạc đã đạt 1,2 triệu lượt xem. Ngày 29 tháng 9 năm 2020, Mỹ Tâm chính thức ra mắt video âm nhạc "Đúng cũng thành sai" do nhạc sĩ Khắc Hưng sáng tác. Ngày 30 tháng 12 năm 2020, Mỹ Tâm chính thức ra mắt video âm nhạc "Anh chưa biết đâu". Ca khúc do nhạc sĩ Khắc Hưng sáng tác, mang thể loại latin với tiết tấu nhanh rộn ràng cùng phần giai điệu mới lạ nhưng bắt tai và dễ nhớ.
Sau hơn 1 tháng tạm hoãn để chung tay cùng cộng đồng chống dịch COVID-19, Mỹ Tâm công bố trở lại với đêm hoà nhạc có tựa đề Tri âm, dành để tri ân những người đã theo dõi và ủng hộ cô trong suốt sự nghiệp của mình. Sự kiện diễn ra tại Sân vận động Quân khu 7, Thành phố Hồ Chí Minh vào ngày 25 tháng 4 năm 2021 và Sân vận động Quốc gia Mỹ Đình, Hà Nội vào ngày 1 tháng 5 năm 2021. Nhưng sau đó, trên trang Facebook của mình, ekip của nữ ca sĩ Mỹ Tâm đã có thông báo về việc thay đổi địa điểm tổ chức đêm hoà nhạc tại Thành phố Hồ Chí Minh từ sân vận động Quân khu 7 sang Sân vận động Phú Thọ do nhiều lí do chủ quan lẫn khách quan. Để quảng bá cho đêm hoà nhạc, cô đã phát hành đĩa đơn "Hào quang" cùng một video âm nhạc trên YouTube, tái hiện lại toàn bộ sự nghiệp của cô trong vòng 20 năm. Riêng với việc tổ chức liveshow Tri âm tại Hà Nội, Mỹ Tâm cùng ekip tổ chức phải dời lịch diễn do ảnh hưởng của dịch COVID-19. Mãi đến ngày 15 tháng 9 năm 2022, Mỹ Tâm chính thức công bố thông tin sẽ tổ chức liveshow Tri âm tại Hà Nội vào ngày 5 tháng 11 cùng năm tại Sân vận động Mỹ Đình sau 2 lần bị hoãn do dịch COVID-19. Ngày 17 tháng 10 năm 2021, Mỹ Tâm phát hành album tuyển tập Bolero Edition, bao gồm 11 ca khúc quen thuộc của dòng nhạc bolero như: "Sầu tím thiệp hồng", "Sầu lẻ bóng", "Hoa trinh nữ", "Đôi mắt người xưa", "Chỉ hai đứa mình thôi nhé", "Xin thời gian qua mau", "Chuyện tình không suy tư",...
Ngày 17 tháng 12 năm 2021, Mỹ Tâm đã chính thức công bố thông tin sẽ tổ chức một chuỗi đêm nhạc trực tuyến mang tên My Soul 1981. Ba đêm nhạc đầu tiên của My Soul 1981 được phát sóng trực tuyến độc quyền trên ứng dụng NETHub vào các ngày 7 tháng 1, 16 tháng 1 và 14 tháng 2 năm 2022. Sau khi chuỗi đêm nhạc trực tuyến đã tạo nên cơn sốt trên diện rộng, Mỹ Tâm quyết định thực hiện đêm nhạc Gala My Soul 1981 dưới hình thức offline ở Đà Lạt vào hai ngày 26 và 27 tháng 3. Mỹ Tâm trở lại làm giám khảo trong chương trình Thần tượng âm nhạc Việt Nam – Vietnam Idol 2023 sau 7 năm chương trình vắng bóng. Theo nguồn tin từ Netflix, bộ phim tài liệu âm nhạc Tri âm The Movie: Người giữ thời gian của Mỹ Tâm được phát hành tại hơn 190 quốc gia và vùng lãnh thổ vào ngày 29 tháng 7 năm 2023, sau khi ra rạp vào tháng 4 cùng năm và thu về hơn 12 tỷ đồng sau 9 ngày công chiếu. Tháng 11, Mỹ Tâm thông báo về sự trở lại của đêm nhạc My Soul 1981 mùa 2 được tổ chức tại Hạ Long, Quảng Ninh vào ngày 9 tháng 12. Ngày 10 cùng tháng, Mỹ Tâm phát hành ca khúc tự sáng tác mang tên "Vì em tất cả". Ngày 3 tháng 4 năm 2024, nữ ca sĩ thông báo tổ chức liveshow My Soul 1981 mùa 3 tại bãi biển Hồ Tràm, Bà Rịa – Vũng Tàu vào ngày 11 tháng 5. Không lâu sau liveshow tại Hồ Tràm, Mỹ Tâm tiếp tục thông báo tổ chức liveshow My Soul 1981 mùa 4 ở quê nhà Đà Nẵng vào ngày 14 tháng 7, ngay sau đêm chung kết Lễ hội pháo hoa quốc tế Đà Nẵng 2024. Vào ngày 23 tháng 10, cô thông báo về việc tổ chức liveshow My Soul 1981 mùa 5 tại Temecula, California, Mỹ vào ngày 22 tháng 12 sắp tới.

## Phong cách nghệ thuật
Từ khi khởi nghiệp bằng album đầu tay vào năm 2001, phong cách âm nhạc của Mỹ Tâm thường được ghi nhận bởi những ảnh hưởng mạnh mẽ của dòng nhạc trẻ. Dù vậy, cô cũng từng tham gia thể nghiệm với nhiều thể loại âm nhạc khác nhau. Nếu như ở Hoàng hôn thức giấc (2005), các sáng tác mang yếu tố của dòng nhạc Trung Đông nổi bật hơn cả, thì âm điệu R&B, dance và hip-hop lại được thể hiện rõ rệt với Vút bay (2006) và Nhịp đập (2008). Ngoài ra, cô cũng từng thử sức với dòng nhạc trữ tình, nhạc Latin, ballad hay pop soul. Phong cách trình diễn của cô được so sánh với Britney Spears và Jennifer Lopez. Về ca từ, các nhạc phẩm mà Mỹ Tâm thể hiện thường mang các chủ đề liên quan đến tình cảm lứa đôi, tình bạn và cuộc sống đời thường. Trang Vietnamplus khẳng định Mỹ Tâm "đã mở rộng thế giới pop 'mộc mạc' của mình bằng sự kết hợp và pha trộn nhiều thể loại âm nhạc trẻ trung, thời thượng, hấp dẫn giới trẻ".
Mỹ Tâm sở hữu chất giọng nữ trung, với âm vực rộng 3 quãng tám, quãng giọng cô trải dài từ B2 đến C6. Nhà báo Tùng Lâm đánh giá "Giọng hát điêu luyện, mạnh mẽ và đầy xúc cảm của Mỹ Tâm không chỉ giúp cô có chỗ đứng vững chắc trong làng nhạc Việt, mà còn là cơ sở để người hâm mộ đặt trọn vẹn niềm tin khi cô đại diện cho Việt Nam 'đem chuông đi đánh xứ người'."
Mỹ Tâm còn được công chúng nhìn nhận ở cương vị của một nhạc sĩ. Cô bắt đầu viết nhạc từ khi còn ngồi ở ghế nhà trường tại Đà Nẵng và tiếp tục theo đuổi lối sáng tác chuyên nghiệp từ khi theo học thanh nhạc. Trong khi các nhạc phẩm trước đây của cô như "Tình mơ", "Mãi yêu" hoặc các bài hát nhạc nước ngoài phổ lời Việt ít nhận được sự chú ý của khán giả, thì sự nghiệp sáng tác của cô chỉ bắt đầu nở rộ kể từ khi Hoàng hôn thức giấc (2005) được ra mắt. Trong bài nhận xét album Tâm (2013) trên tờ Tuổi Trẻ, nhà báo Quỳnh Nguyễn từng nhận định "Có lẽ Tâm là ngôi sao nhạc pop duy nhất của Việt Nam thể hiện thành công ca khúc của nhiều nhạc sĩ khác nhau nhưng cũng thành công với những sáng tác của chính mình." Vân An của VnExpress cho rằng "Mỹ Tâm có tài dẫn chuyện vừa chân thật, 'tưng tửng' nhưng lại cuốn hút đến kỳ lạ" khi "dẫn dắt khán giả hòa nhịp cùng dòng cảm xúc của mình để họ cảm được bài hát ấy một cách nhẹ nhàng và tự nhiên nhất".

## Các hoạt động khác

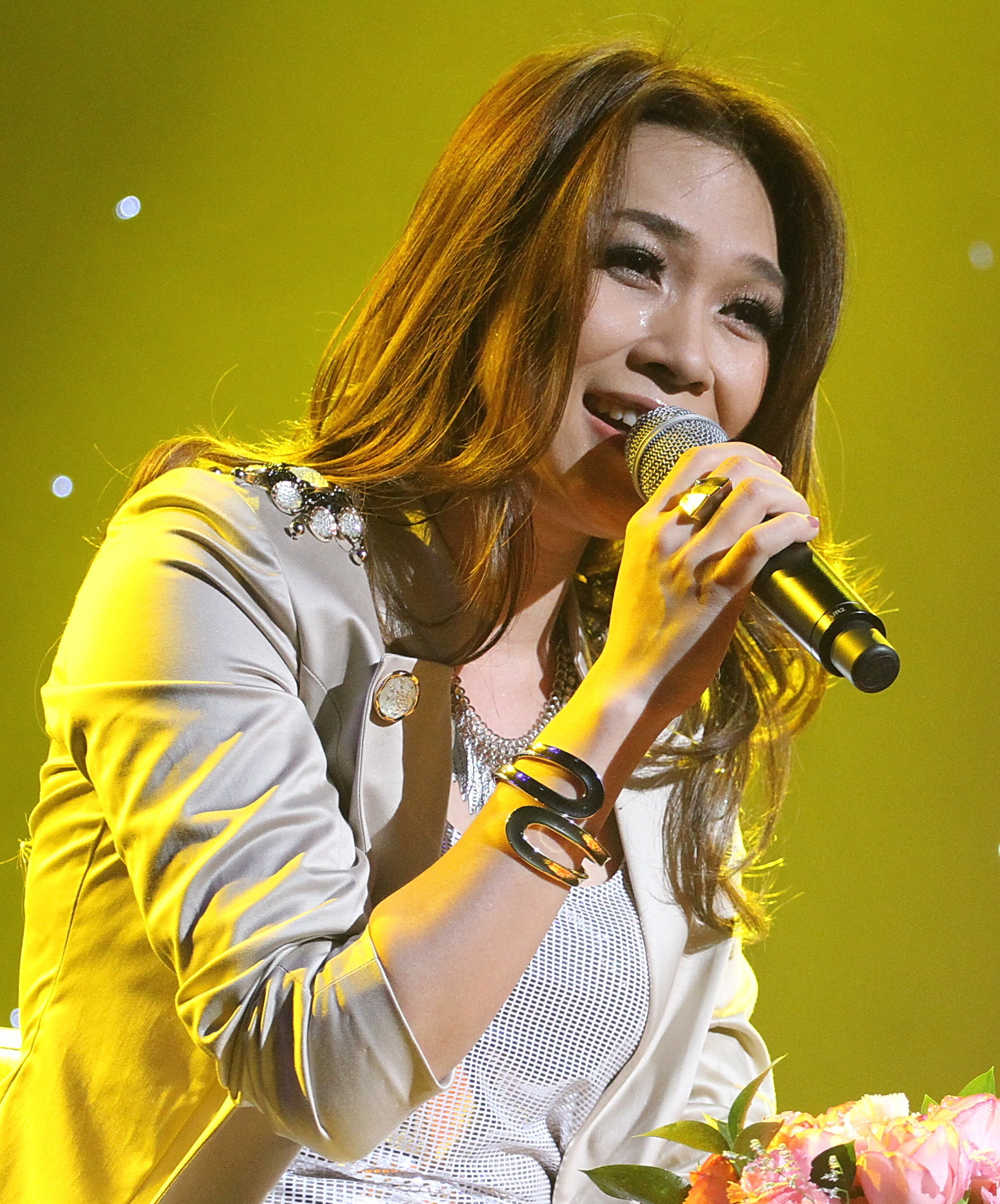
Mỹ Tâm vào năm 2012.

### Thương hiệu riêng
Vào năm 2007, Mỹ Tâm cho ra mắt công ty giải trí MT Entertainment do chính cô làm giám đốc, đồng thời công bố về nhãn hiệu sữa tắm và nước hoa mang tên "My Time", phối hợp sản xuất với Công ty Mỹ phẩm Sài Gòn. Đây được xem là nhãn hiệu nước hoa đầu tiên do một ca sĩ Việt Nam sở hữu, với 4 mùi hương khác nhau và thực hiện trong vòng 8 tháng.
Vào năm 2012, Mỹ Tâm lên tiếng về thương hiệu thời trang "Nightingale" mà cô tự thiết kế, với thời gian hơn 2 năm chuẩn bị. Cô làm mẫu và công bố dòng thời trang này trên chương trình "Thời trang & Đam mê" vào tháng 8 năm 2013. Trong khi "Nightingale" nhận được những phản hồi trái chiều, cô vẫn tiếp tục cho ra mắt bộ sưu tập dành cho mùa hè vào tháng 4 năm 2014.

### Hoạt động từ thiện
Trong chuyến lưu diễn phục vụ miễn phí cho sinh viên xuyên Việt "Sức mạnh của những ước mơ" vào năm 2005, cô hợp tác cùng Honda Việt Nam trong việc trao 50 suất học bổng trị giá 50 triệu đồng cho sinh viên nghèo vượt khó tại mỗi thành phố diễn ra chương trình. Nhân đợt phân phối 7.000 sản phẩm nước hoa "My Time" đầu tiên ra thị trường, Mỹ Tâm trích 10.000 đồng trên doanh thu mỗi chai nước hoa và 70 triệu đồng để làm từ thiện. Đêm diễn "Gởi tình yêu của em" tại Đà Nẵng vào năm 2014 cũng được cô tổ chức nhằm mục đích từ thiện, khi dùng lợi nhuận của việc bán vé để thực hiện chương trình trao quà cho bà con miền Trung chịu nhiều khó khăn và thiệt hại sau những trận bão lũ vào dịp Tết Nguyên Đán.
Ngày 4 tháng 4 năm 2008, Mỹ Tâm thành lập quỹ từ thiện "MT Foundation", nhắm tới đối tượng là những trẻ em mồ côi, khuyết tật và các trẻ em nghèo hiếu học. Bằng việc trích một phần lợi nhuận từ các sản phẩm âm nhạc và kinh doanh riêng, mỗi tháng Mỹ Tâm đều mang những phần quà và tiền từ MT Foundation đến với những mảnh đời cơ cực, cần giúp đỡ và chia sẻ. Bên cạnh đó, cô còn tổ chức chương trình "Nâng bước ngày mai", một hoạt động thường niên của quỹ "MT Foundation", với ước tính trung bình 700 suất học bổng, tương đương 1.4 tỷ đồng được trao cho học sinh nghèo hiếu học ở các tỉnh, bên cạnh các hoạt động từ thiện khác dành cho bà con nghèo diễn ra vào mỗi năm.

## Thành tựu và di sản

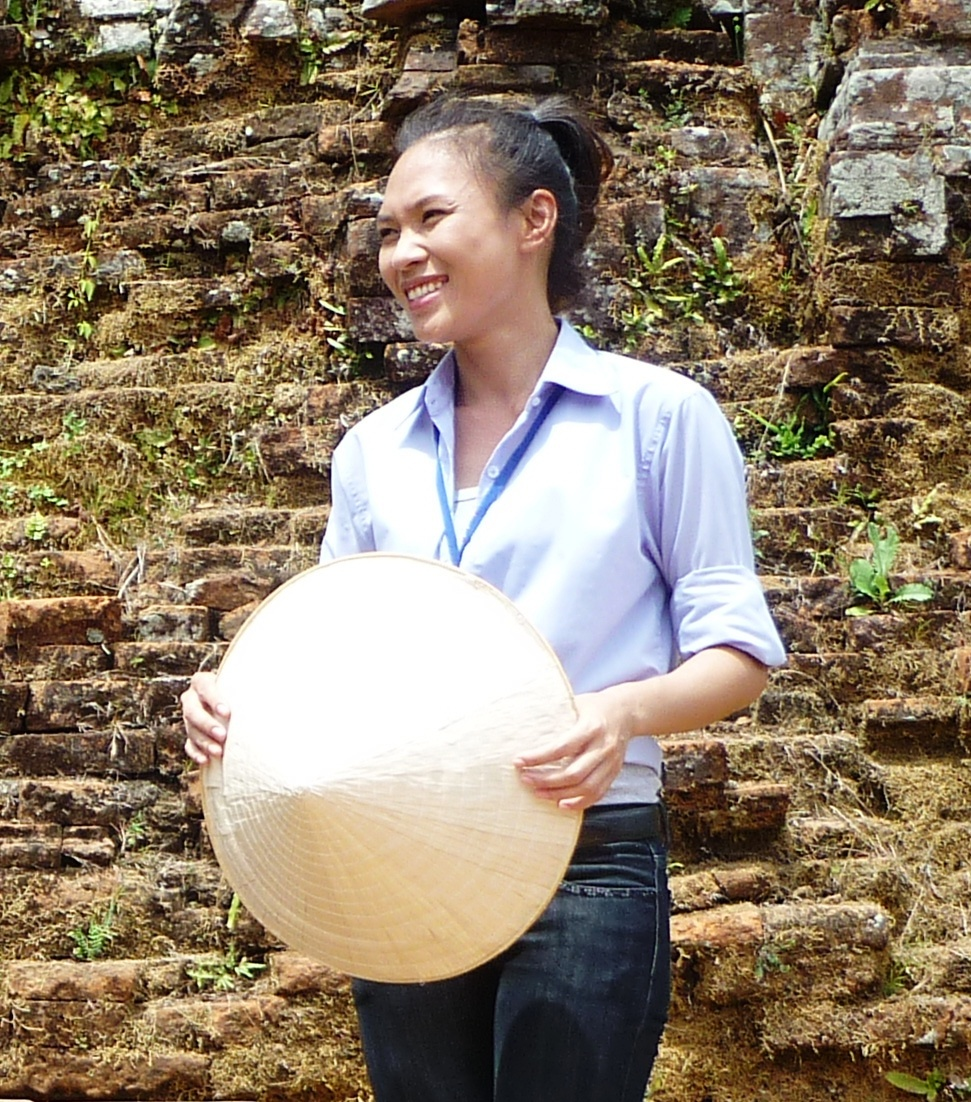
Mỹ Tâm tại Thánh địa Mỹ Sơn, Quảng Nam năm 2010.

Được mệnh danh là "nữ hoàng V-pop", nhiều tác giả và nhà báo trong nước lẫn quốc tế từng nhìn nhận Mỹ Tâm là một trong những nữ nghệ sĩ có ảnh hưởng lớn tại Việt Nam. Trong danh sách 12 nghệ sĩ "Hiện tượng Pop toàn cầu mà bạn chưa biết" của ABC News, Mỹ Tâm được đánh giá "là một trong những giọng hát được công nhận của khu vực Đông Nam Á". Tờ Tuổi trẻ khẳng định: "Dù yêu thích giọng hát Mỹ Tâm hay không thì cũng rất khó phủ nhận vị trí 'đầu bảng' của cô trong thị trường nhạc trẻ suốt 15 năm qua. Mỹ Tâm cũng là nữ ca sĩ thuộc thế hệ 8X hiếm hoi được cả giới chuyên môn lẫn công chúng yêu mến". Trong quyển Popular Music in Vietnam: The Politics of Remembering, the Economics of Forgetting, nhà phân tích Dale A. Olsen có gọi Mỹ Tâm là "ca sĩ nhạc pop nổi tiếng nhất tại Việt Nam trong thập niên đầu tiên của thế kỷ 21".
Nhiều đồng nghiệp và nghệ sĩ khác từng đề cập đến Mỹ Tâm như là nhân tố có ảnh hưởng hoặc là ca sĩ mà họ yêu mến, bao gồm Hồng Nhung, Mỹ Linh, Trần Thu Hà, Hiền Thục, Hồng Đăng, Nguyễn Hà, Phú Quang, Xuân Lan, Nam Cường, Nguyễn Ngọc Ngạn và Đặng Thu Thảo. Trong cuốn tản văn Thị Dân (2010), nhạc sĩ Quốc Bảo có chia sẻ: "Tâm đã, đang và sẽ mãi mãi là 1 ngôi sao. Nhưng với tôi, Tâm là cô bé... chẳng sai chút nào. Em nhỏ bé nhưng mạnh mẽ, hồn nhiên nhưng sâu lắng, giản dị nhưng nhiều khát vọng..." Nữ nghệ sĩ Hàn Quốc Park Jeong-Ah từng chia sẻ mình yêu mến Mỹ Tâm nhờ phong cách ấn tượng trong một lần sang Việt Nam biểu diễn. Là một cộng tác viên lâu năm của Mỹ Tâm, nhà sản xuất âm nhạc Hàn Quốc Cho Sung Jin chia sẻ: "Tôi luôn nhìn thấy sự đam mê, những kỹ năng âm nhạc của cô phát triển hơn sau mỗi ngày" và khẳng định "Mỹ Tâm chính là nghệ sĩ hoàn hảo nhất trong cả cuộc đời âm nhạc của tôi". Sau đêm lưu diễn MTV Exit diễn ra vào tháng 5 năm 2012, nhóm nhạc Simple Plan cho rằng Mỹ Tâm là "siêu sao ca nhạc" và "là một tài năng lớn, có phong cách làm việc chuyên nghiệp". Theo Olsen, việc tham gia của Mỹ Tâm trong việc chuyển ngữ, trình bày và thu âm các bài hát nước ngoài phần nào giúp cô được nhìn nhận là người đi đầu trong các vấn đề về tác quyền tại Việt Nam. Từ khi là đối tác của hệ thống YouTube vào năm 2012, Mỹ Tâm đã rút tên khỏi các trang nhạc số tại Việt Nam nhằm chuẩn hóa các vấn đề bản quyền ở phạm vi trong nước và quốc tế, đồng thời đưa âm nhạc của cô vào khuôn khổ các hệ thống nhạc trả phí.
Trong xuyên suốt sự nghiệp, Mỹ Tâm giành được nhiều giải thưởng, đề cử và vinh danh trong nước và quốc tế. Cho đến nay, cô đã giành được 5 giải Cống hiến, 3 giải HTV Awards, 3 giải Mai Vàng, 1 giải Mnet Asian Music Awards, 1 giải Âm nhạc châu Âu của MTV, 11 lần liên tiếp nhận giải "Ca sĩ được yêu thích nhất" và 3 năm liên tiếp nhận giải "Gương mặt của năm" của Giải thưởng Làn Sóng Xanh. Vào ngày 27 tháng 5, Mỹ Tâm đến dự lễ trao giải diễn ra tại Monaco và trở thành một trong 25 nghệ sĩ khắp thế giới nhận giải "Nghệ sĩ có album bán chạy nhất lãnh thổ" ("Best-selling artists from each major territory") do Liên đoàn Công nghiệp ghi âm quốc tế (IFPI) chứng nhận. Trong sự kiện "Top Asia Corporate Ball 2014" được bảo trợ bởi Bộ Văn hoá Du lịch Malaysia và Bộ Công Thương Malaysia diễn ra vào ngày 21 tháng 11, Mỹ Tâm được vinh danh với giải "Huyền thoại Âm nhạc châu Á" ("Asia's Music Legend") dành cho những nghệ sĩ xuất sắc và biểu tượng trong lĩnh vực âm nhạc. Tháng 3 năm 2017, Mỹ Tâm là một trong 7 nhân vật giải trí xuất hiện trong "Top 50 Phụ nữ ảnh hưởng nhất Việt Nam năm 2017" do tạp chí Forbes công bố.
Mỹ Tâm còn là ca sĩ Việt Nam đầu tiên có một album lọt vào top 10 của bảng xếp hạng Billboard World Albums vào tháng 1 năm 2018. Cô là nữ nghệ sĩ Việt Nam đầu tiên có 4 MV đạt 100 triệu lượt xem trên YouTube bao gồm "Đâu chỉ riêng em", "Người hãy quên em đi", "Đừng hỏi em" và "Đúng cũng thành sai".

## Danh sách đĩa nhạc
Album phòng thu
- Mãi yêu (2001)
- Đâu chỉ riêng em (2002)
- Yesterday & Now (2003)
- Hoàng hôn thức giấc (2005)
- Vút bay (2006)
- Trở lại (2008)
- To the Beat (2008)
- Tâm (2013)
- Tâm 9 (2017)

## Danh sách phim
- Cho một tình yêu (2010–2011) – vai Linh Đan
- Chị trợ lý của anh (2019) – vai Khả Doanh
- Tri âm The Movie: Người giữ thời gian (2023) – chính cô